# Oostermeent

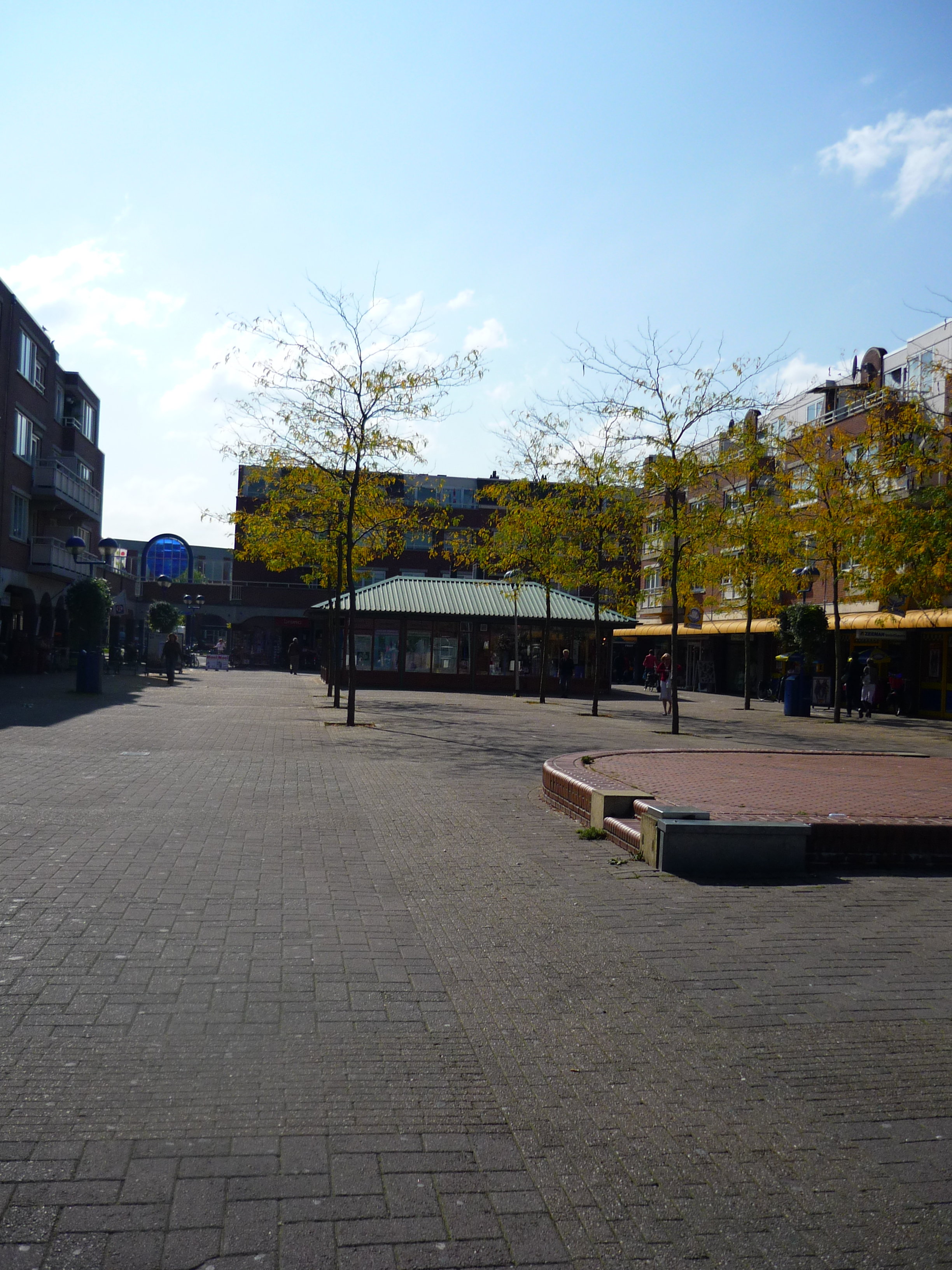
Plein Oostermeent

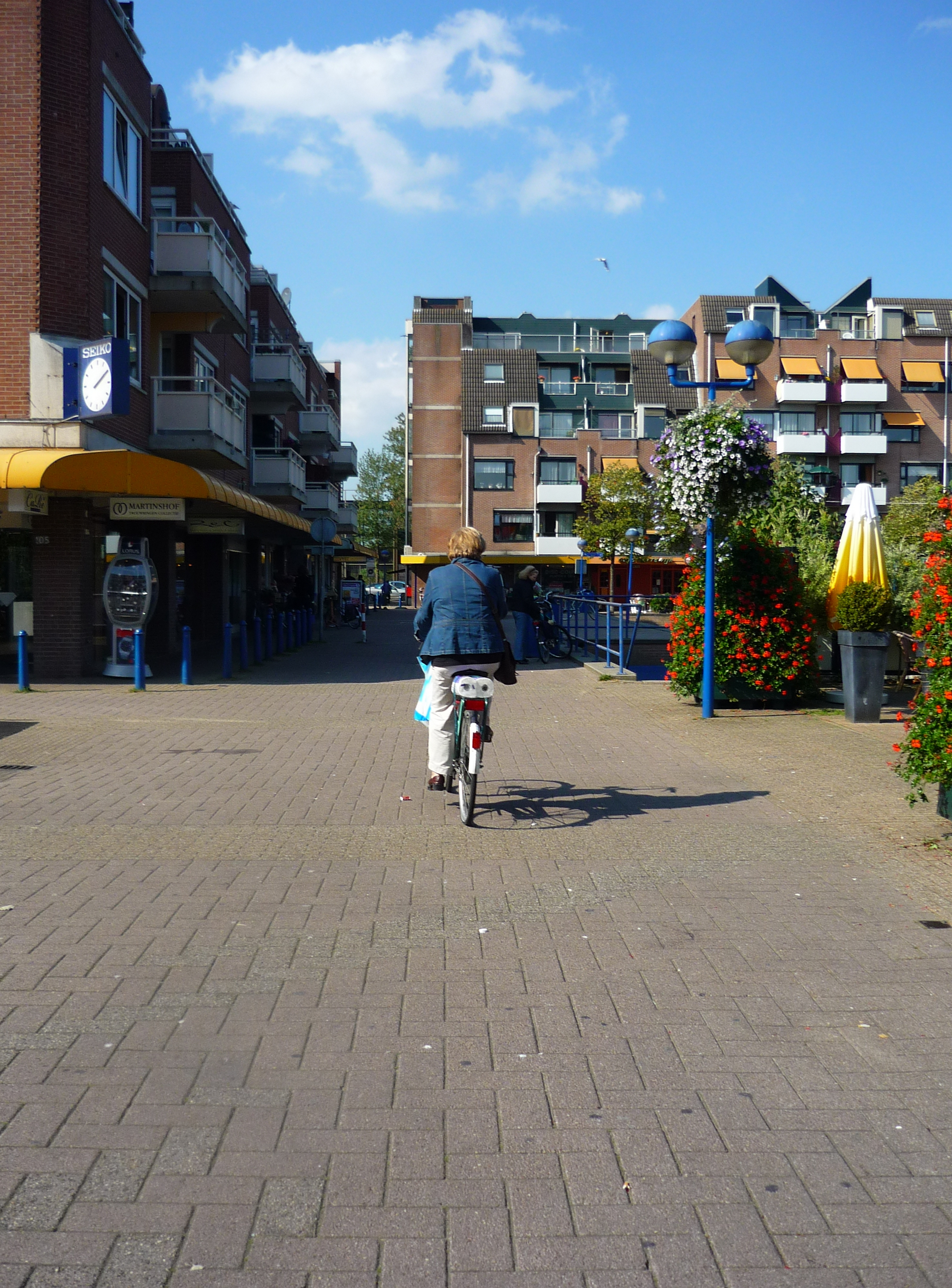
Andere kant van het plein

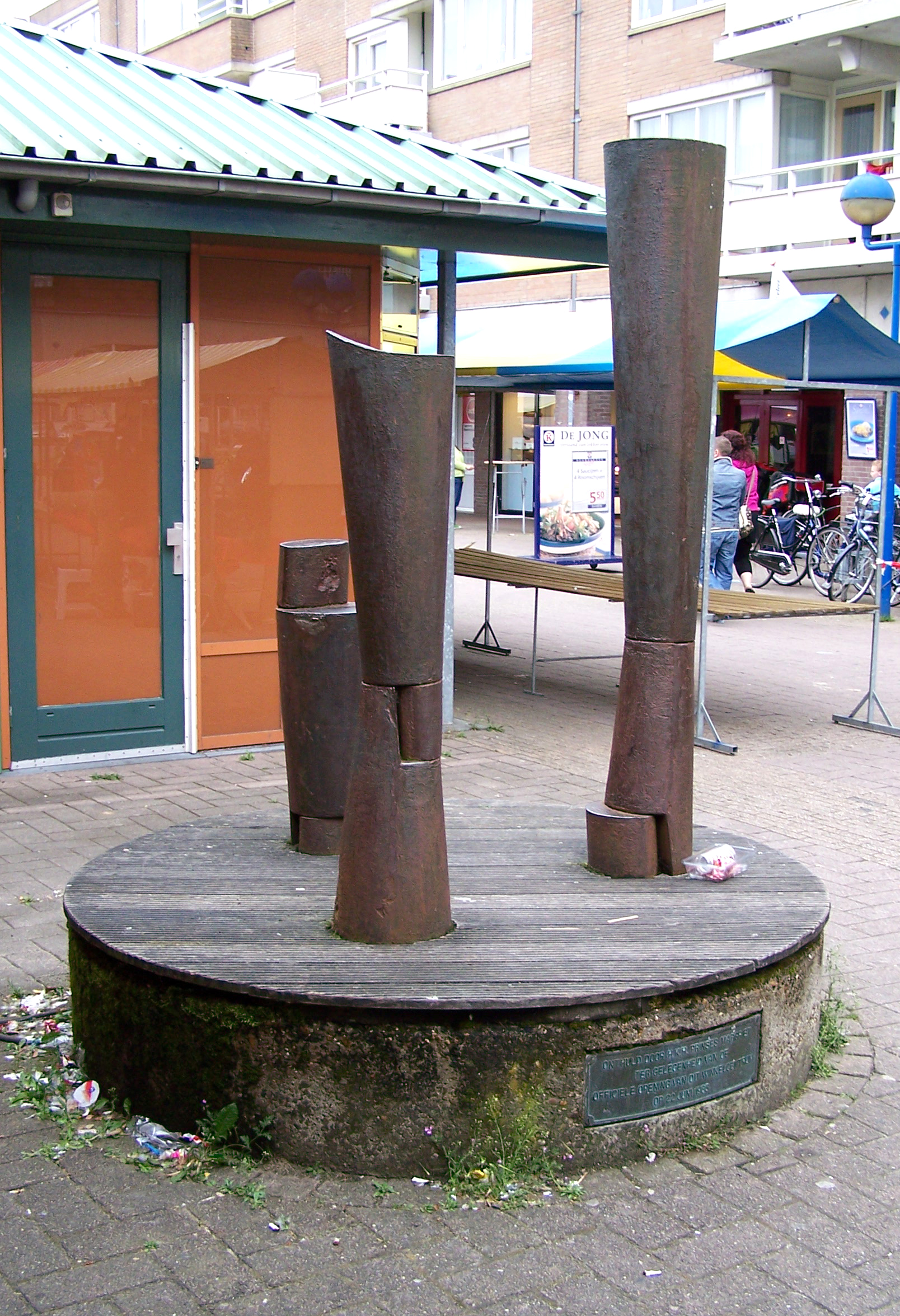
Kunstwerk van M. J. Antonissen bij het winkelcentrum

Oostermeent is een wijk in de gemeente Huizen. Door de uitbreiding van Huizen na de Tweede Wereldoorlog en de aanwijzing in 1967 als groeikern, werden de voormalige enggronden en meentgronden van de erfgooiers bebouwd. Het gebied van de voormalige meentgronden is thans de wijk Oostermeent. In de wijk staan ongeveer 10.000 huizen.

## Voorzieningen en activiteiten
- In de wijk is het grootste winkelcentrum van de gemeente buiten de oude dorpskern gevestigd.
- Jaarlijks wordt er een triatlon, een herfstbraderie, een lentemarkt en een Geranium- en groenmarkt georganiseerd.
- De Nederlands-hervormde kerk, de Meentkerk.

## Toekomstperspectief
Omdat Oostermeent inmiddels aan verjonging toe is, en Huizen vooral een forenzendorp is, wil de gemeente een spoorwegstation bij de wijk bouwen zodat er sneller naar Hilversum en Almere gereisd kan worden. Het winkelcentrum zal worden uitgebreid met winkels, hoogbouwappartementen en een ondergrondse parkeergarage om een stedelijk sfeer te creëren. Er zijn ook plannen om in de toekomst een lightrailverbinding aan te leggen die Oostermeent zal aandoen.
Dorp: Huizen      Buurtschappen: Bikbergen · Crailo · Huizerhoogt · Valkeveen

Wijken: Bijvanck · Bovenweg · Huizermaat · Oostermeent · Oude dorp · Stad en Lande · Vierde Kwadrant · Zenderwijk
Noord-Holland: Steden en dorpen      Nederland: Provincies · Gemeenten